# 地獄怪客：歪曲人的詛咒
《地獄怪客：歪曲人的詛咒》（英語：Hellboy: The Crooked Man）是一部2024年美國超級英雄恐怖片，改編自麥克·米格諾拉創作的黑馬漫畫角色地獄怪客，由布萊恩·泰勒執導，克里斯多福·高登和米格諾拉共同撰寫劇本，傑克·凱西、傑佛森·懷特以及艾德琳·羅道夫主演。
《地獄怪客：歪曲人的詛咒》2024年9月27日於英國上映，2024年10月8日在美國採VOD發行。

## 演員
- 傑克·凱西（英语：Jack Kesy）飾演翁昂拉瑪／地獄怪客
- 傑佛森·懷特（英语：Jefferson White）飾演湯姆·法洛（Tom Ferrell）
- 艾德琳·羅道夫（英语：Adeline Rudolph）飾演鮑比·喬·宋（Bobbie Jo Song）

## 製作
2023年2月，Millennium Media宣布將二度重啟《地獄怪客》，片名為《地獄怪客：歪曲人的詛咒》（Hellboy: The Crooked Man），為潛在的全新系列電影的首部曲。該片改編自2008年漫畫迷你限定刊《地獄男爵：歪曲人與其他》，計劃於2023年4月在保加利亞開拍，由布萊恩·泰勒執導，劇本由漫畫創作者麥克·米格諾拉和長年合作者克里斯多福·高登共同撰寫。2023年3月，傑克·凱西、傑佛森·懷特和艾德琳·羅道夫加入演員陣容。

### 拍攝
該片於2023年3月在保加利亞開始進行主體拍攝，並於同年5月15日殺青。

## 發行
《地獄怪客：歪曲人的詛咒》2024年9月27日於英國上映。美國2024年10月8日由番茄醬娛樂採VOD發行。

## 外部連結
- 互联网电影数据库（IMDb）上《地獄怪客：歪曲人的詛咒》的资料（英文）